# Aaron Fletcher Stevens

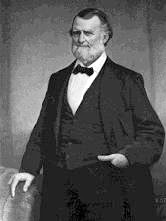
Aaron Fletcher Stevens

Aaron Fletcher Stevens (* 9. August 1819 in Londonderry, Rockingham County, New Hampshire; † 10. Mai 1887 in Nashua, New Hampshire) war ein US-amerikanischer Politiker. Zwischen 1867 und 1871 vertrat er den Bundesstaat New Hampshire im US-Repräsentantenhaus.

## Werdegang
Aaron Stevens besuchte die Pinkerton Academy in Derry und das Crosby’s Nashua Literary Institute in Nashua. Danach wurde er Maschinenschlosser. In diesem Beruf arbeitete er einige Jahre als Handwerksgeselle. Nach einem Jurastudium und seiner im Jahr 1845 erfolgten Zulassung als Rechtsanwalt begann er in Nashua in seinem neuen Beruf zu praktizieren.
Damals war Stevens Mitglied der Whig Party. 1845 wurde er in das Repräsentantenhaus von New Hampshire gewählt. In den folgenden Jahren bekleidete er einige lokale Ämter. Im Jahr 1852 war er Delegierter auf dem Bundesparteitag der Whigs. Zwischen 1853 und 1854 saß er im Gemeinderat von Nashua. Danach war Stevens zwischen 1856 und 1861 Staatsanwalt im Hillsborough County. Zwischen 1859 und 1877 war er mehrfach juristischer Vertreter der Gemeinde Nashua. Mitte der 1850er Jahre gehörte er zu den Mitbegründern der Republikanischen Partei in New Hampshire. Während des Bürgerkrieges war Stevens Offizier in der Armee der Union. Er nahm an mehreren Schlachten teil und wurde dabei auch verwundet. In der Armee brachte er bis zum Brevet-Brigadegeneral.
1866 wurde Stevens im zweiten Wahlbezirk von New Hampshire in das US-Repräsentantenhaus in Washington gewählt, wo er am 4. März 1867 die Nachfolge von Edward Henry Rollins antrat. Nach einer Wiederwahl im Jahr 1868 konnte er bis zum 3. März 1871 zwei Legislaturperioden im Kongress absolvieren. In diese Zeit fiel der Kampf seiner Partei mit US-Präsident Andrew Johnson, der in einem knapp gescheiterten Amtsenthebungsverfahren gegen den Präsidenten seinen Höhepunkt fand. Außerdem wurden der 14. und der 15. Verfassungszusatz verabschiedet, in denen das Bürgerrecht und das Wahlrecht auch auf ehemalige schwarze Sklaven ausgeweitet wurden.
Bei den Wahlen des Jahres 1870 unterlag Stevens dem Demokraten Samuel Newell Bell. Zwischen 1876 und 1884 war er nochmals Abgeordneter im Repräsentantenhaus von New Hampshire. Ansonsten war er als Anwalt tätig. Stevens starb am 10. Mai 1887 in Nashua und wurde dort auch beigesetzt.